# 사처석교비
사처석교비(四處石橋碑)는 동래부사 이문원의 기부금과 동래부 유지들의 모금을 바탕으로 1781년(정조5) 부산 동래부의 남문 밖에 있던 네 곳의 나무다리를 돌다리(石橋)로 바꾼 것을 기념하여 세운 비석이다. 부산광역시 남구 부산광역시립박물관에 있다. 조선시대의 사처석교비이다. 2001년 10월 17일 부산광역시의 기념물 제52호로 지정되었다.

## 개요
동래부사 이문원의 기부금과 동래부 유지들의 모금을 바탕으로 동래부의 남문 밖에 있던 네 곳의 나무다리를 돌다리(石橋)로 바꾼 것을 기념하여 세운 비석이다. 원래 동래고등학교 앞 길가에 있던 것을 도로확장공사로 인하여 금강공원 안의 임진동래의총 입구에 옮겼다가 그후 지금의 자리로 다시 옮긴 것이다.
나무다리는 1∼2년마다 다시 고쳐 쌓게 되는데 그때마다 백성에게 그 비용을 거두었으므로 백성들의 고통이 심하였다. 이에 강위성이 지역 주민의 부담을 덜기 위하여 돌다리를 만들자는 의견을 내놓고 박도유, 박사인 등 4∼5명이 지역을 돌며 모금하자 당시 동래부사까지 자신의 녹봉을 기부하여 협조함으로써 돌다리가 완성되었다. 이는 지역 주민이 단합하여 이룬 실리적 사업이었다. 
화강암으로 된 이 비석은 조선 정조 5년(1781)에 세운 것으로 앞면 윗부분에 '사처석교비'라는 비의 이름이 새겨져 있고 그 아래에 이 돌다리를 세운 내용이 기록되어 있다. 비석의 글씨는 부산진 순절도(보물 제391호), 동래부 순절도(보물 제392호)를 그린 조선 후기 대표적 화가인 변박(卞璞)이 썼다. 
이 비석은 당시의 도로와 다리의 존재를 알려 주는 사료적 가치 뿐 아니라 비석의 건립연대 및 석교의 개축년대가 명확하여 향토사적 가치도 높은 문화재이다.

## 갤러리
- 현재 박물관 실내에 전시 중이다.
- 야외에 전시하던 시절의 사진.

## 참고 문헌
- 사처석교비 - 국가유산청 국가유산포털